# Mylena Ciribelli
Mylena Battisti Ciribelli (Niterói, 6 de novembro de 1967) é uma jornalista brasileira. Comandou recentemente um quadro esportivo no Fala Brasil, da Record, emissora da qual saiu em 2023.

## Carreira
É formada pelo Instituto de Arte e Comunicação Social da Universidade Federal Fluminense.
Em 1983, entrou para a Fluminense FM, em Niterói.

### Rede Manchete
No ano de 1985, foi contratada pela Rede Manchete para apresentar o Som Maior e programas especiais, onde entrevistou artistas como The Cure e Tony Bennett.
Em 1988, começou a apresentar os boletins olímpicos de Seul, da Fórmula 1 e o programa Manchete Esportiva. Daí, passou a fazer carreira no Jornalismo Esportivo.

### Rede Globo
A entrada na Rede Globo aconteceu em 1991, quando foi convidada para apresentar o Esporte Espetacular. Mylena agradou e acabou também à frente do Globo Esporte. Na Globo, também comandou o Placar Eletrônico e os blocos esportivos do Fantástico, Jornal Hoje e Bom Dia Brasil. Na sua carreira, cobriu 11 Olímpiadas (9 de verão e 2 de inverno) e 8 Copas do Mundo.

### Rede Record
Em maio de 2009, foi anunciada como nova contratada da Rede Record, onde apresentou o programa Esporte Fantástico aos sábados de manhã. Com a suspensão e a extinção do programa durante a pandemia da COVID-19, passou a apresentar um quadro no programa Balanço Geral, do Rio de Janeiro. Em 2021, também passa a apresentar os jogos do Campeonato Carioca na emissora. Em 2022, passou a comandar o Esporte Record, junto de Fred Ring, mas a atração saiu do ar após o fim dos estaduais transmitidos pelo canal. Depois, passou a fazer o Fala Esporte, bloco esportivo do jornal Fala Brasil.
Também foi blogueira do portal de notícias R7 até 2019.
Desde 2020, tem seu canal no YouTube, chamado "Mylena a Mil". No dia 06 de dezembro de 2023, após 14 anos, Mylena é demitida pela Record.

## Vida pessoal
Filha de atleta - o pai, Jomar Corrêa Ciribelli, era corredor - Mylena sempre teve uma ligação muito forte com o esporte. Ela diz que se tivesse mais altura - mede 1,65m - seria jogadora de vôlei.
No futebol, Mylena é torcedora do Flamengo.
Em entrevista ao programa Pânico na Jovem Pan, explicou ser prima da também jornalista Renata Ceribelli, apesar de os sobrenomes não serem idênticos. Mylena também é irmã do músico e compositor Márvio Ciribelli, e chegou a cantar em algumas apresentações do instrumentista.

## Filmografia
| Ano     | Título              | Cargo         | Emissora      |
| ------- | ------------------- | ------------- | ------------- |
| 1985–88 | Som Maior           | Apresentadora | Rede Manchete |
| 1988–91 | Manchete Esportiva  | Apresentadora | Rede Manchete |
| 1991–97 | Placar Eletrônico   | Apresentadora | Rede Globo    |
| 1991–08 | Globo Esporte       | Apresentadora | Rede Globo    |
| 1991–08 | Esporte Espetacular | Apresentadora | Rede Globo    |
| 2009–20 | Esporte Fantástico  | Apresentadora | RecordTV      |
| 2022    | Esporte Record      | Apresentadora | RecordTV      |

## Rádio
| Ano       | Título        | Cargo    |
| --------- | ------------- | -------- |
| 1983-1987 | Fluminense FM | Locutora |
| 1987-1989 | Rádio Cidade  | Locutora |